# 鴻沼村
鴻沼村（こうぬまむら）は、かつて新潟県北蒲原郡にあった村。

## 沿革
- 1901年（明治34年）11月1日 - 北蒲原郡島塚村、中井村が合併して、鴻沼村が発足。村役場は大字中田に設置[1][2]。
- 1914年（大正3年）2月10日 - 川東村との境界変更[3]。
- 1915年（大正4年）
  - 7月10日 - 聖籠村との境界変更[4]。
  - 12月26日 - 新発田町との境界変更[5]。
- 1916年（大正5年）2月25日 - 聖籠村との境界変更[6]。
- 1917年（大正6年）3月10日 - 新発田町及び五十公野村との境界変更[7][8]。
- 1918年（大正7年）9月1日 - 新発田町との境界変更[9]。
  - 鴻沼村大字西塚ノ目の一部を新発田町に編入し、新発田町字鴻沼・片田の一部を鴻沼村に編入。
- 1940年（昭和15年）8月1日 - 北蒲原郡新発田町に編入され消滅[10]。

## 交通

### 鉄道路線
新発田駅開業時の所在地は北蒲原郡五十公野村/鴻沼村となっていた、その後大正7年の境界変更で当該地は新発田町となった。
その結果旧村域は日本国有鉄道羽越本線が通過するのみとなった。